# Фонд принца Клауса
Фонд принца Клауса был основан в 1996 году и назван в честь принца Нидерландов Клауса. Он ежегодно получает субсидию от Министерства иностранных дел Нидерландов. 
С 1997 года Фонд ежегодно вручает международную премию принца Клауса. Премии присуждаются частным лицам и организациям, которые отражают прогрессивный и современный подход к вопросам культуры и развития. Лауреаты в основном находятся в Африке, Азии, Латинской Америке и Карибском бассейне.
Лауреаты определяются жюри, состоящим из экспертов в областях, имеющих отношение к миссии фонда в области культуры и развития.
Наиболее важным соображением жюри является положительное влияние работы лауреата на более широкую культурную или социальную сферу. Фонд принца Клауса трактует культуру в широком смысле, охватывая все виды художественных и интеллектуальных дисциплин, науки, средств массовой информации и образования. Выдающееся качество является необходимым условием для получения награды.
Основная премия в размере 100 000 евро вручается во время церемонии в Королевском дворце Амстердама в декабре каждого года. Дополнительные премии в размере 25 000 евро каждая вручаются в посольствах Нидерландов в странах проживания лауреатов в декабре и январе.